# كريس باركر
كريس باركر (بالإنجليزية: Christopher Parker)‏ هو مقدم تلفزيوني وممثل بريطاني، ولد في 24 أغسطس 1983 في المملكة المتحدة.

## وصلات خارجية
- كريس باركر على موقع IMDb (الإنجليزية)
- كريس باركر على موقع قاعدة بيانات الفيلم (الإنجليزية)